# Thomas Chrowder Chamberlin

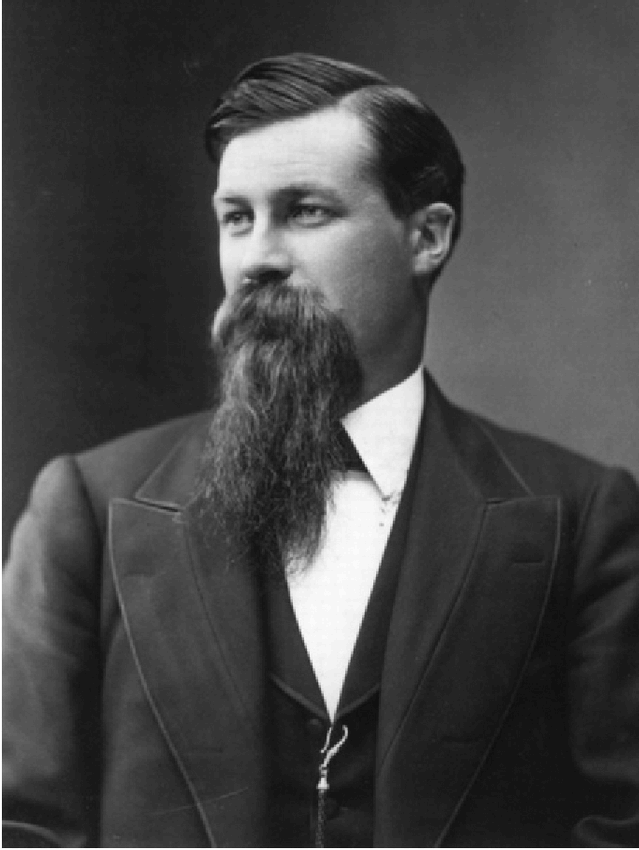
Thomas Chrowder Chamberlin um 1875

Thomas Chrowder Chamberlin (* 25. September 1843 in Mattoon, Illinois; † 15. November 1928 in Chicago, Illinois) war ein US-amerikanischer Geologe.
Von 1873 bis 1882 war er Professor am Beloit College in Wisconsin. Er arbeitete auch für den United States Geological Survey. Von 1887 bis 1892 war er Präsident der University of Wisconsin, von 1892 bis 1918 war er als Professor an der University of Chicago tätig. In dieser Zeit war er von 1898 bis 1914 auch Präsident der Chicago Academy of Sciences.
Er gründete 1893 das Journal of Geology, deren Herausgeber er für viele Jahre war. 1894 war er Präsident der Geological Society of America. 1901 wurde er in die American Academy of Arts and Sciences gewählt, 1903 in die National Academy of Sciences sowie 1905 in die American Philosophical Society. 1924 erhielt er als erster Preisträger die Penrose-Goldmedaille der Society of Economic Geologists und 1927 als erster Preisträger die Penrose-Medaille der Geological Society of America.
Chamberlin begründete die Planetesimaltheorie, die Forest Ray Moulton später weiterentwickelte. Außerdem entwickelte er ab 1890 die „Methode mehrerer Hypothesen“ bei der Generierung von Wissen aus der Überlegung heraus, dass die Untersuchung einer einzelnen Hypothese den Gedankengang eines Forschers zu sehr beeinflussen würde.
Ihm zu Ehren benannt sind der Krater Chamberlin auf dem Mars, der Mondkrater Chamberlin, der Mount Chamberlin in Alaska, und der Chamberlin-Gletscher in der Antarktis.

## Schriften
- Outline of a Course of Oral Instruction. (1872)
- Geology of Wisconsin. (1877)
- The method of multiple working hypotheses. Science. v. 15:92–96p. (1890; PDF-Datei; 219 kB)
- Contribution to the Theory of Glacial Motion. (1904)
- zusammen mit Rollin D. Salisbury: Geology. (3 Bände, 1907–09)
- The Origin of the Earth. (1916)
- The Two Solar Families. (1928)